# هنشل هااس ۱۳۰
هنشل اچ‌اس ۱۳۰ (به انگلیسی: Henschel Hs 130) یک هواپیمای ساختِ کارخانهٔ هنشل در کشور آلمان است. نخستین استفاده‌کنندهٔ این هواپیما نیروی هوایی آلمان نازی بوده‌است. این هواپیما برای نخستین بار در ۱۹۳۹ میلادی مورد استفاده قرار گرفت.